# ČSD-Baureihe M 210.0
Das Fahrzeug der Baureihe M 210.0 war ein vierachsiger benzolmechanischer Triebwagen für den Lokalbahnverkehr der einstigen Tschechoslowakischen Staatsbahnen (ČSD). Er war der erste von der Staatsbahn übernommene Triebwagen und zählte zu den Entwicklungsträgern der Motorwagen der ersten Generation.

## Geschichte und Einsatz
1925 wurde bei der Waggonfabrik Studenka in Studénka dieser vierachsige Motorwagen angekauft. Das Hauptaggregat stammte von den DWK.
Das überraschend niedrige Gewicht und die robuste Konstruktion diente später als Muster für weitere Triebwagenentwicklungen. Der Wagen wurde am 2. September 1925 dem normalen Verkehr auf der Trasse Zaječí–Hodonín übergeben, die dadurch die erste mit Motorwagen betriebene Strecke der ČSD wurde.
Bereits nach wenigen Tagen zeigten sich einige Nachteile des Motorwagens wie die Störanfälligkeit des Motors und die Geruchsbelästigung des Abteiles der Reisenden durch den Verbrennungsmotor. Er wurde daraufhin am 7. September 1925 vom Verkehr zurückgezogen und in der Waggonfabrik Severočeská Vagónka in Česká Lípa rekonstruiert. Der ursprüngliche Motor der Marke Mercedes wurde gegen einen der Marke TATRA mit der gleichen Leistung ausgetauscht. Inwieweit der Wagen danach fahrplanmäßig eingesetzt wurde, ist aus der Literatur nicht zu entnehmen. Er wurde 1939 ausgemustert.
Dieses Fahrzeug unterlag der ersten technisch-polizeilichen Prüfung bei der Staatsbahn. Es zeigte den beweglichen Einsatz und Möglichkeiten für die Verwendung auf weiteren Eisenbahntrassen. Es war insbesondere der Stückgutverkehr, wo man sich von dem Einsatz der Motorwagen einen Nutzen versprach.

## Technische Merkmale
Die Fahrzeuge wurden von einem 6-Zylinder-Reihen-Benzinmotor von DWK angetrieben. Es war ein wassergekühlter, Sechszylinder-Viertakt-Benzinmotor der Marke Mercedes, der bei 1400 1/min eine Leistung von 100 PS abgab. Der Zylinderdurchmesser war 140 mm, der Kolbenhub betrug 160 mm. Die Leistungsübertragung erfolgte mechanisch über ein Getriebe des gleichen Herstellers. Die Steuerung der einzelnen Gänge erfolgte über Handsteuerung. Mit einem Pedal wurde die Kupplung bedient, die das Getriebe mit dem Verbrennungsmotor verband.

Prinzipskizze der mechanischen Leistungsübertragung von Triebwagen der ersten Generation

Der Motorwagen hatte zwei Drehgestelle, zwischen denen die im Rahmen des Wagens gelagerte Antriebseinheit lag. Das Drehmoment übertrugen sechs Gelenkwellen auf die jeweils innere Achse des Drehgestelles, wodurch sich die Achsfolge (1A) (A1) ergab. Der Motor beanspruchte einen großen Raum und ragte in das Abteil der Reisenden hinein, wo er mit einer Motorhaube abgedeckt war. Das einzige Abteil der Reisenden war mit dem Kühlwasser des Motors beheizt.
Der Motorwagen besaß die selbsttätige Traktionsbremse der Bauart Knorr, jede Achse war einseitig abgebremst. Die Steuerung des gesamten Wagens erfolgte von beiden Führerständen an den Spitzen des Wagens aus. Die Führerstände waren mit einer Platte vom Einstiegsraum abgetrennt.